# COMISCO
El COMISCO (Committee of the International Socialist Conference, en español Comité de la Conferencia Socialista Internacional) fue la instancia que agrupó los partidos socialista y laboristas entre 1947 y 1951. Antecesora de la Internacional Socialista.
Sus antecedentes está en la Oficina de Enlace e Información Socialista (en inglés Socialist Information and Liaison Office, SILO). Creada tras la primera conferencia informal de partidos socialista y laboristas celebra en mayo de 1946, en Clacton-on-Sea (Inglaterra). Era una instancia adjunta al secretariado del Partido Laborista Británico. En 1947 el COMISCO se crea en base al Comité Consultivo de la Oficina. A diferencia de su antecesor todos los partidos miembros tenían su respectivo delegado. Además de asumir las tareas de intercambio de información y correspondencia, asume una mayor dirección política al preparar las conferencias socialista, tratar temas políticos y organizaciones y las relaciones con organizaciones fraternales. Convocó también a reuniones y conferencias especiales y de expertos.
Presidente del COMISCO Morgan Walter Phillips (1947-1951) y Secretario General Julius Braunthal (1947-1951).

## Conferencias Socialistas Internacionales organizadas por SILO y COMISCO
- 1- Clacton-on-Sea (Inglaterra) mayo de 1946 – Creación de SILO
- 2- Bournemouth (Inglaterra) noviembre de 1946 –Creación del Comité Consultivo de SILO
- 3- Zúrich (Suiza) junio de 1947
- 4- Amberes (Bélgica) noviembre de 1947 – Creación de COMISCO, en reemplazo de SILO
- 5– Viena (Austria) junio de 1948
- 6– Baarn (Países Bajos) mayo de 1949
- 7- Copenhague (Dinamarca) mayo de 1950
- 8- Frankfurt (RFA) junio-julio de 1951 – Congreso Constituyente de la Internacional Socialista

- Datos: Q5737376